# Натан (ім'я)

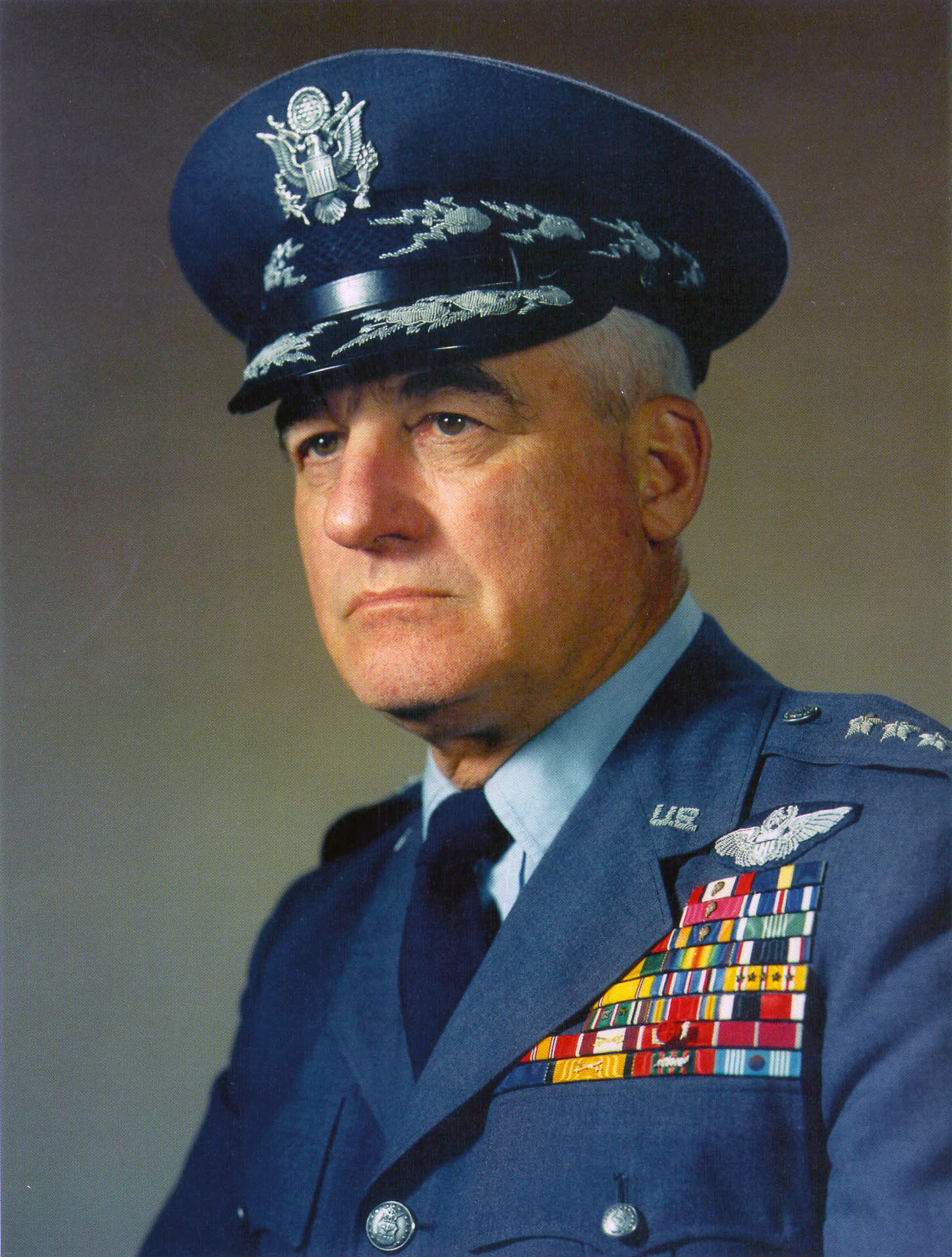
Натан Твіннінґ, американський генерал повітряних сил

Ната́н (з івр. נתן Натан озн. подарунок, англ. Nathan, церковнослов'янське: Нафан — на їддиші Нуссен або Носсон) — чоловіче ім'я, біблійного походження. Скорочені форми вживання цього імені в англійській мові включають Nate (Нейт) and Nat (Нат). Ім'я особливо популярне в Америці, Канаді, Австралії, Великій Британії а також серед українських євреїв і євреїв загалом.
Як не дивно, серед носіїв імені Натан — багато музикантів і скрипалів (наприклад, відомі скрипалі Натан Мендельсон або Натан Мільштейн — один з найвидатніших скрипалів минулого століття, диригент Натан Рахлін та інші).
Воно може відноситися до наступних осіб:

## УБіблії

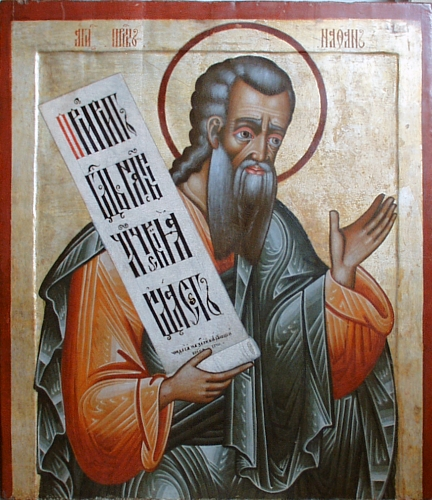
Пророк Натан (церковносл. Нафан), православна ікона, іконостас монастиря в Кіжах, 18 ст., Росія

- Натан — пророк, який жив в часи царів Давида і Соломона.

- Натан (син Давида) — третій син (з чотирьох) Давида і його дружини Вірсавії (згадується у 1 Хронік 3:5 та в Луки 3:31 в родоводі Ісуса)

- Натан батько Азарії (провідника царя Соломона, управителя над 12 намісниками над усім Ізраїлем) та Завуда (священика, провідника та товариша царя Соломона). З уривку не ясно чи ці сини мали одного й того ж батька. Можливо ним був пророк Натан. Згадується в 1 Книзі царів 4:5: А Азарія, Натанів син, над намісниками, а Завуд, син Натанів священик, товариш царів.

- Натан з Цови — батько Давидового лицаря Їґала (одного з 30 лицарів Давида). Згадується в 2 Самуїла 23:36: А оце імена Давидових лицарів:… Хецрав кармелянин, Паарай арб'янин, Їґ'ал, син Натанів — з Цови; Бані ґадянин.

- Натан син Аттая — батько Завада та нащадок Єрахмеїла, внук єгиптянина Ярхи та дочки Шешана з роду Переца сина Юди. Згадується в І Кн. Хронік 2:36:

| А в Шешана не було синів, а тільки дочки. Був у Шешана раб єгиптянин, а ім'я йому Ярха. І дав Шешан рабові своєму Ярсі свою дочку за жінку, і вона породила йому Аттая. А Аттай породив Натана, а Натан породив Завада. |
- Натан брат Йоіла — одного з 30 хоробрих мужів та елітних воїнів царя Давида. Згадується в 1 Кн. Хронік 11:38: А оце число Давидових лицарів: Яшов'ам, син Гахмоні, голова тридцяти, він махнув своїм списом і побив за один раз три сотні!… А хоробрі мужі були ці: …кармелянин Хіцро, Наарай, син Езлаїв, Йоїл, брат Натанів — Мівхар, син Ґаґрі

- Натан посланець пророка Езри — якого Езра вислав до Іддо, просити робітників для храму замість невистачаючих Левитів. Згадується в Книзі Езри 8:15-16:

| А оце голови їхніх батьків та їх родовід, що пішли зо мною, за царювання царя Артаксеркса, з Вавилону: з Пінхасових синів: Ґершом, з Ітамарових синів: Даніїл, з Давидових синів: Хаттуш...І зібрав я їх до річки, що впадає до Агави, і ми таборували там три дні. І переглянув я народ та священиків, і не знайшов там нікого з Левієвих синів.І послав я по Еліезера, по Аріїла, по Шемаю, по Елнатана, і по Яріва, і по Елнатана, і по Натана, і по Захарія, і по Мешуллама, голів, і по Йойаріва, і по Елнатана, учителів. І відправив я їх до Іддо, голови в місцевості Касіф'я, і вклав в їхні уста слова, щоб говорити до Іддо та братів його, підданих у місцевості Касіф'я, щоб вони привели нам служителів для дому нашого Бога. І привели вони нам, бо рука нашого Бога була добра до нас, чоловіка розумного з синів Махлі, сина Левія, Ізраїлевого сина, та Шеревею й синів його та братів його, вісімнадцять... І проголосив я там піст, над річкою Агавою, щоб упокорятися нам перед лицем нашого Бога, щоб просити від Нього щасливої дороги для нас і для дітей наших та для всього нашого маєтку, бо я соромився просити від царя війська та верхівців, щоб помагали нам у дорозі проти ворога, бо сказали ми цареві, говорячи: Рука нашого Бога на добро для всіх, хто шукає Його, а сила Його та гнів Його на всіх, хто кидає Його! |
- Натан син Бенаї — згадується в Книзі Ездри 10:38-44 при переліку тих хто розвівся зі своєю чужоземною дружиною і вислав її та її дітей геть:

| І встав священик Ездра та й сказав до них: Ви спроневірилися, і взяли чужинних жінок, щоб побільшити Ізраїлеву провину. А тепер повиніться Господеві, Богові ваших батьків, і чиніть Його волю! І віддаліться від народів цього Краю та від тих чужих жінок! І відповіла вся громада, і сказали гучним голосом: Так, за словом твоїм, ми повинні зробити! І зробили так поверненці. І відділив собі священик Ездра людей, голів батьків за родом їхніх батьків, і всі вони поіменно. І сіли вони першого дня десятого місяця, щоб дослідити цю справу. І скінчили до першого дня першого місяця справи про всіх тих людей, що взяли були чужинних жінок...І дали вони руку свою, що повипроваджують жінок своїх, а винні принесли в жертву барана з отари за провину свою. А з синів Іммерових: Ханані та Зевадія...З синів Банаєвих: Маадай...і Шелемія, і Натан, і Адая. |

## У новітні часи

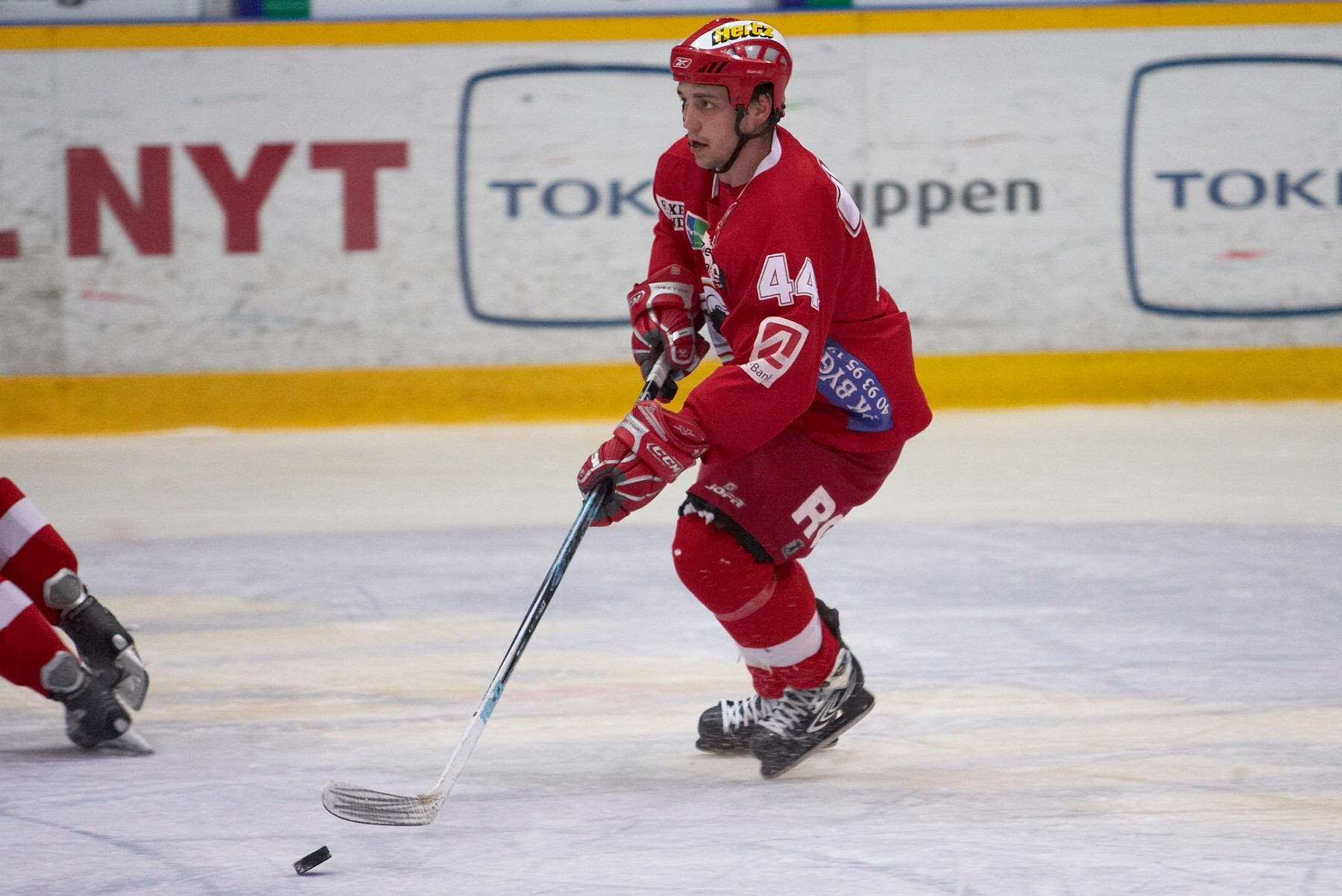
Натан Лутц, канадський хокеїст

- Рахлін Натан Григорович — український диригент
- Рибак Натан Самійлович — український письменник
- Альтман Натан Ісайович — російський художник кубіст родом з України
- Натан Мільштейн (1903—1992), українсько-американський скрипаль, учень Петра Столярського
- Натан Щаранський (при народженні: Анатолій Борисович Щаранський, нар. в Донецьку), радянський дисидент, антикомуніст, ізраїльський політик. Автор книги «Не убоюсь зла». Див. Натан Щаранський

- Рабин Натан, таннаїт (мудрець) 2 століття
- Натан з Гази, пророк самозванець з 17 століття
- Натан Бірнбаум (1864—1937), австралійський журналіст і єврейський філософ
- Натан Коу, австралійський футбольний гравець
- Натан Ейнгорн, американський журналіст
- Натан Фаґан-Ґайл (нар 1986), англійський музикант, просто відомий як Натан
- Натан Гейл (1755—1776), американський патріот, який служив шпигуном під час американської революції
- Натан Гандверкер (1891—1974), польсько-американський підприємець
- Натан Гаурітц (нар 1981), австралійський гравець крикету
- Натан Льюіс, англійський актор
- Натан МакКол (нар 1955), американський письменник
- Натан Віннеке, ведучий вокаліст експериментальної муз. (метал) гурту HORSE the band.
- Натан Маєр Ротшильд, відомий банкір
- Натан МакКіннон, канадський хокеїст, чемпіон світу 2015 року, володар Кубка Стенлі 2022 року.

## Відомі Натановичі
- Бернштейн Сергій Натанович (1880 Одеса — 1968 Москва) — радянський математик з Одеси
- Мейман Наум Натанович (1911 Барановичі — 2001 Ізраїль) — радянський математик, фізик, активіст єврейського еміграційного руху.
- Гельфанд Володимир Натанович (1923 Новоархангельськ, Кіровоградської області — 1983 Дніпропетровськ) — учасник Другої Світової війни. Відомий як автор опублікованих щоденників 1941—1946 років.
- Стругацькі Аркадій та Борис Натановичі — радянські письменники, співавтори, сценаристи, класики сучасної наукової та соціальної фантастики